# ISPConfig
ISPConfig är en *nixkompatibel programvara för att hantera internettjänster, som webbservrar med databaskopplingar. 
ISPConfig är släppt med öppen källkod  som licensieras under Bsd-licensen.